# Heterhelus sericans
Heterhelus sericans is een keversoort uit de familie bastaardglanskevers (Kateretidae). De wetenschappelijke naam van de soort werd in 1859 gepubliceerd door John Lawrence LeConte.